# Kristin Cashore
Kristin Cashore (Boston, 1976) è una scrittrice statunitense, autrice di libri per ragazzi come Graceling, pubblicato come libro d'esordio nel 2008.
Nata a Boston, vive in Florida. Dopo il master in letteratura per ragazzi, si è dedicata a tempo pieno alla scrittura.

## Opere
- Graceling (2008)
- Fire (2009)
- Bitterblue (2012)
- Jane, Unlimited (2017)